# Gare de Barika
La gare de Barika est une gare ferroviaire algérienne située sur le territoire de la commune de Barika, dans la wilaya de Batna.

## Situation ferroviaire
Établie à une altitude de 489 m, la gare est située au point kilométrique (PK) 51,6 de la  ligne de Aïn Touta à M'Sila où est précédée de la gare de Seggana et suivie de celle d'Ouled Ammar.
| \| Batna Aïn Touta Barika Seggana Aïn Yagout Ouled Ammar Tilatou \| Localisation de la gare de Barika dans la wilaya de Batna. |
| Batna Aïn Touta Barika Seggana Aïn Yagout Ouled Ammar Tilatou                                                                  |

## Service des voyageurs

### Desserte
La gare de Barika est desservie par les trains grandes lignes des liaisons :
- Alger - Batna[1],[2] ;
- Alger - Touggourt[3],[4],[5].